# Andressa Alves da Silva
Andressa Alves da Silva (São Paulo, 1992. november 10. –) brazil női válogatott labdarúgó. Az AS Roma együttesének támadó középpályása.

## Pályafutása

### Klubcsapatokban
2013-ban igazolt a São José csapatához, ahol brazil kupát és Copa Libertadorest nyert a Kékekkel.
2014. június 29-én a Boston Breakers bejelentette szerződtetését, majd az NWSL bajnoki szezonja és a világbajnokság végeztével a francia Montpellier együtteséhez távozott.
Montpellierben egy évet töltött, 2016. június 28-án pedig aláírt a Barcelona csapatához, akikkel 2017-ben megnyerte a spanyol kupa küzdelmeit és Bajnokok Ligája-döntőt játszhatott, melyet elveszítettek az Olympique Lyon ellenében.

## Sikerei, díjai

### Klubcsapatokban
000 Copa Libertadores (1):
- São José (2): 2013, 2015

 Brazil kupagyőztes (2):
- Foz Cataratas (1): 2011
- São José (1): 2013

 Spanyol kupagyőztes (1):
- Barcelona (1): 2017

### A válogatottban
- Copa América győztes (2): 2014, 2018
- Pánamerikai Játékok győztes (1): 2015
- Brazil Nemzetközi Torna aranyérmes (4): 2012,[7] 2013,[8] 2014, 2015[9]
- Brazil Nemzetközi Torna ezüstérmes (1): 2019[10]